# Sexlegetøj
 Der er for få eller ingen kildehenvisninger i denne artikel, hvilket er et problem. Du kan hjælpe ved at angive troværdige kilder til de påstande, som fremføres i artiklen.

Sexlegetøj er et objekt eller en produkt, der primært benyttes til at fremme seksuel nydelse, såsom en dildo eller en vibrator.  

## Historie
Sexlegetøj kan dateres tilbage til det gamle Grækenland. Her har man fundet dildoer lavet af sten. Dette er det ældst daterede sexlegetøj.[kilde mangler] Det er dog ikke utænkeligt at man tidligere har benyttet remedier til at fremme sexlivet. I det 1700 århundrede opfandt man en mere virkelighedstro kopi af det mandlige lem. Kopien blev lavet i elfenben og kunne fyldes med olie for derved at imitere en ejakulation.[kilde mangler]
Den første vibrator kom dog først i 1905, efter at Charles F. Splitdorf havde fået patent på idéen i 1904, da det endelig gik op for sexlegetøjs-industrien, der voksede stødt i denne periode, at vibrerende stimuli forøgede nydelsen.
De første sexshops med salg af sexlegetøj kom til Danmark i starten af 1970'erne hvor sexindustrien blev mere legal i Danmark. Den ældste stadigt eksisterende sexshop i Danmark, Tys Tys, ligger i Aarhus.[kilde mangler]

## Typer af sexlegetøj

### Vibrator
Herunder, bullet-vibratorer, samt den meget kendte Hitachi massage-stav. 

### Dildo
Herunder vibratorer. 

### Analt legetøj
Herunder butt-plugs, anal-beads etc. 

### Bækkenbundskugle
To kugler, der indsættes i skeden for at træne og stimulere musklerne indvændigt. 

### Fleshlight
Et produkt, lignende en lommelygte, herfra navnet "flashlight" fra engelsk, hvori manden kan indsætte penis, som simulerer følelsen af indersiden af en vagina, anus eller mund. Kaldes også pocket-pussy eller et onani-sleeve. 